# Las Vegas Mobsters
Las Vegas Mobsters é um clube americano de futebol  baseado em Las Vegas, Nevada . Fundada em 2013, a equipe joga no United Premier Soccer League (UPSL), o quinto nível da Pirâmide de Futebol Americano, na Divisão de Nevada. Sua temporada inaugural foi em 2014, competindo na Conferência Oeste da Premier Development League . Os Mobsters terminaram em 4º na Divisão de Montanha sua primeira temporada.  

## Cultura do Clube

### Apoiantes
Existia uma torcida organizada do Las Vegas Mobsters chamada Mob Squad durante a temporada inaugural dos Mobsters. 

### Rivalidades
Em 2015, os membros do Mob Squad, juntamente com os torcedores do FC Tucson, Cactus Pricks e Albuquerque Sol FC, os Sandianistas anunciaram a Copa Frontera, uma competição anual com Las Vegas Mobsters, FC Tucson e Albuquerque Sol FC, todas as equipes atuais de PDL no oeste Recém-formada Divisão de Montanha da Conferência. O clube com mais pontos nas 6 reuniões da temporada regular recebe o troféu Copa Frontera pelo ano seguinte. 